# Pandanus dorystigma
Pandanus dorystigma är en enhjärtbladig växtart som beskrevs av Ugolino Martelli. Pandanus dorystigma ingår i släktet Pandanus och familjen Pandanaceae. Inga underarter finns listade.